# نجوغو ديمبا نيرين
نجوغو ديمبا نيرين (بالإنجليزية: Njogu Demba-Nyrén)‏ (مواليد 26 يونيو 1979 في باكاو) لاعب كرة قدم غامبي دولي يجيد اللعب في خط الهجوم . يلعب لصالح نادي أودينسي بولدكلوب الدنماركي .

## روابط خارجية
- نجوغو ديمبا نيرين على موقع الاتحاد الدولي (مؤرشف)  (الإنجليزية)
- نجوغو ديمبا نيرين على موقع قاعدة بيانات كرة القدم.إي يو (الإنجليزية)
- نجوغو ديمبا نيرين على موقع ناشيونال فوتبول تيمز (الإنجليزية)
- نجوغو ديمبا نيرين على موقع Soccerway.com (الإنجليزية)